# آتاپولگاس (جورجیا)
آتاپولگاس، جورجیا (به انگلیسی: Attapulgus, Georgia) یک شهر در ایالات متحده آمریکا با جمعیت ۴۴۹ نفر است که در جورجیا واقع شده‌است.